# Monumento a la libertad (Bagdad)
El Monumento a la libertad (Nasb al-Hurriyah) (نصب الحرية en árabe) es un monumento situado en la Plaza de la Liberación en el centro de Bagdad, capital de Irak. Este se convirtió en un símbolo de la ciudad desde su construcción a principios de la década de 1960.

## Antecedentes históricos
En 1959 el nuevo líder de la República de Irak, el Brigadier General Abdul Karim Qasim, encargó un monumento que sería una celebración de la declaración de independencia de Irak. Debía estar situado en el corazón del distrito financiero central de Bagdad, con vistas a la plaza Al-Tahrir y al puente Al-Jumhuriya. Se puso en contacto con el arquitecto Rifat Chadirji, uno de los arquitectos iraquíes más destacados, y desarrolló una idea con Jawad Saleem, conocido por sus obras que integraban la historia antigua de Irak con temas y técnicas contemporáneas. El brigadier general quería que fuera un símbolo de un nuevo estado nacional, sin embargo, Jawad Saleem eligió diseñar un monumento que simbolizara la lucha del pueblo contra la tiranía y rindiera homenaje a la profunda historia del arte de Irak incluyendo relieves murales abasíes y babilónicos, produciendo una escultura que era a la vez "sorprendentemente moderna" pero que también hacía referencia a la tradición.

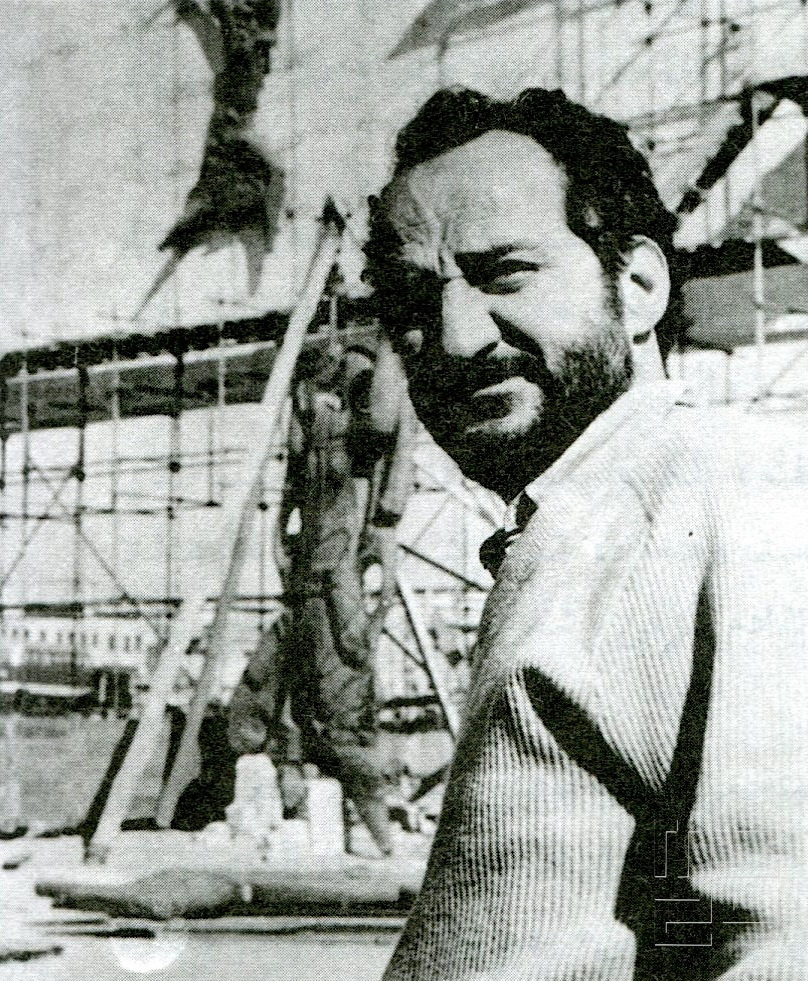
Jawad Saleem en frente del Nasb al-Hurriyah mientras estaba en construcción.

Saleem trabajó en el proyecto en condiciones difíciles, resistiéndose a todos los intentos de Qasim de incorporar su imagen al monumento. Inicialmente, Saleem había querido que la escultura estuviera al nivel del suelo, pero el arquitecto del proyecto, Rifat Chadirji, insistió en que se elevara para que pareciera más "monumental". Como resultado, la obra se enfrenta al intenso tránsito del lugar más que a los peatones de los jardines adyacentes.
Aunque el monumento fue diseñado por Saleem, no llegó a completarlo. Tras su prematura muerte en enero de 1961, el proyecto fue finalizado en 1961 por la esposa del escultor, la artista Lorna Selim, junto con el amigo y colega de Saleem, el escultor Mohammed Ghani Hikmat, que había estado colaborando previamente en el proyecto fundiendo las figuras de bronce. El monumento terminado, conocido como Nasb al-Hurriyah (Monumento a la Libertad), ha sobrevivido a varios intentos de derribarlo y es una de las obras públicas más emblemáticas de Bagdad.

## Descripción
El monumento fue inaugurado en 1961, tras la muerte del escultor. Está formado por 14 piezas de bronce que representan 25 figuras, sobre una placa de travertino, elevada a 6 metros del suelo. El monumento tiene 10 metros de altura y 50 metros de longitud. Las figuras, que se encuentran en bajorrelieve, pretenden evocar obras de arte babilónicas, asirias y árabes.
Representa los acontecimientos históricos iraquíes hasta la Revolución del 14 de julio liderada por Abdul Karim Qasim; una fecha clave que marca el comienzo del gobierno republicano en Irak.
El monumento está pensado para ser leído como un verso de poesía árabe, de derecha a izquierda, comenzando con los acontecimientos que precedieron a la revolución y concluyendo con la armonía posterior a la independencia. Las múltiples referencias y capas ocultas de significado en la obra inspiraron a los artistas árabes de toda la región y los alentaron a buscar obras de arte con identidad nacional en un momento en que muchas naciones árabes estaban logrando la independencia.

## Legado
La escultura apareció en el billete de 250 dinares de 1995 y en el billete de 10 000 dinares de 2013-2015 en honor al escultor.